# 圣弥额尔堂 (维多利亚)
圣弥额尔堂（西班牙语: Iglesia de San Miguel）是一座教堂，位于西班牙巴斯克自治区阿拉瓦省维多利亚，建于14-16世纪。1995年11月14日公布为西班牙國家文物古蹟。
教堂的祭坛装饰是一幅巴洛克风格的祭坛画，这是格雷戈里奥·费尔南德斯（Gregorio Fernández）及其工作室的最佳作品之一。

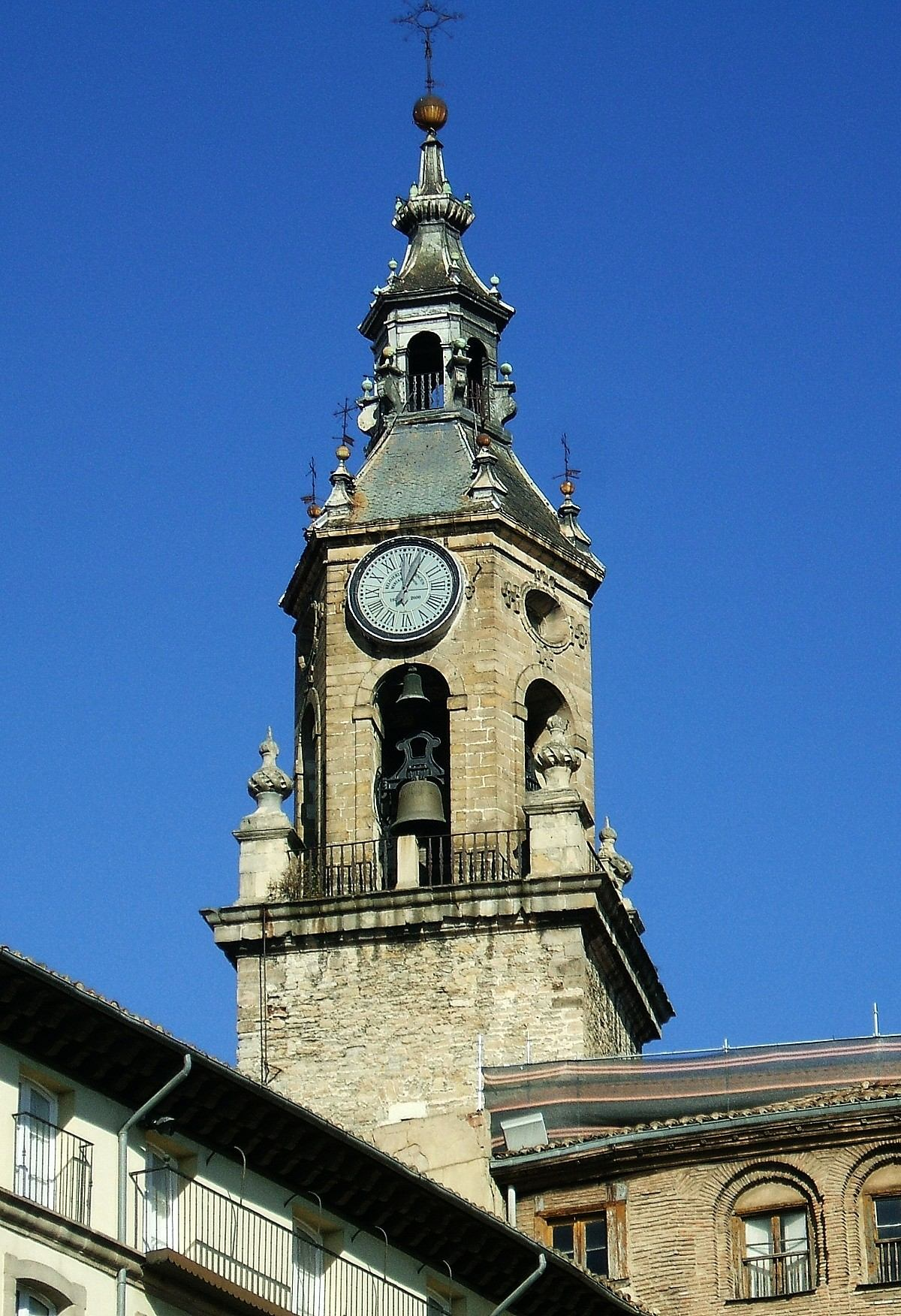
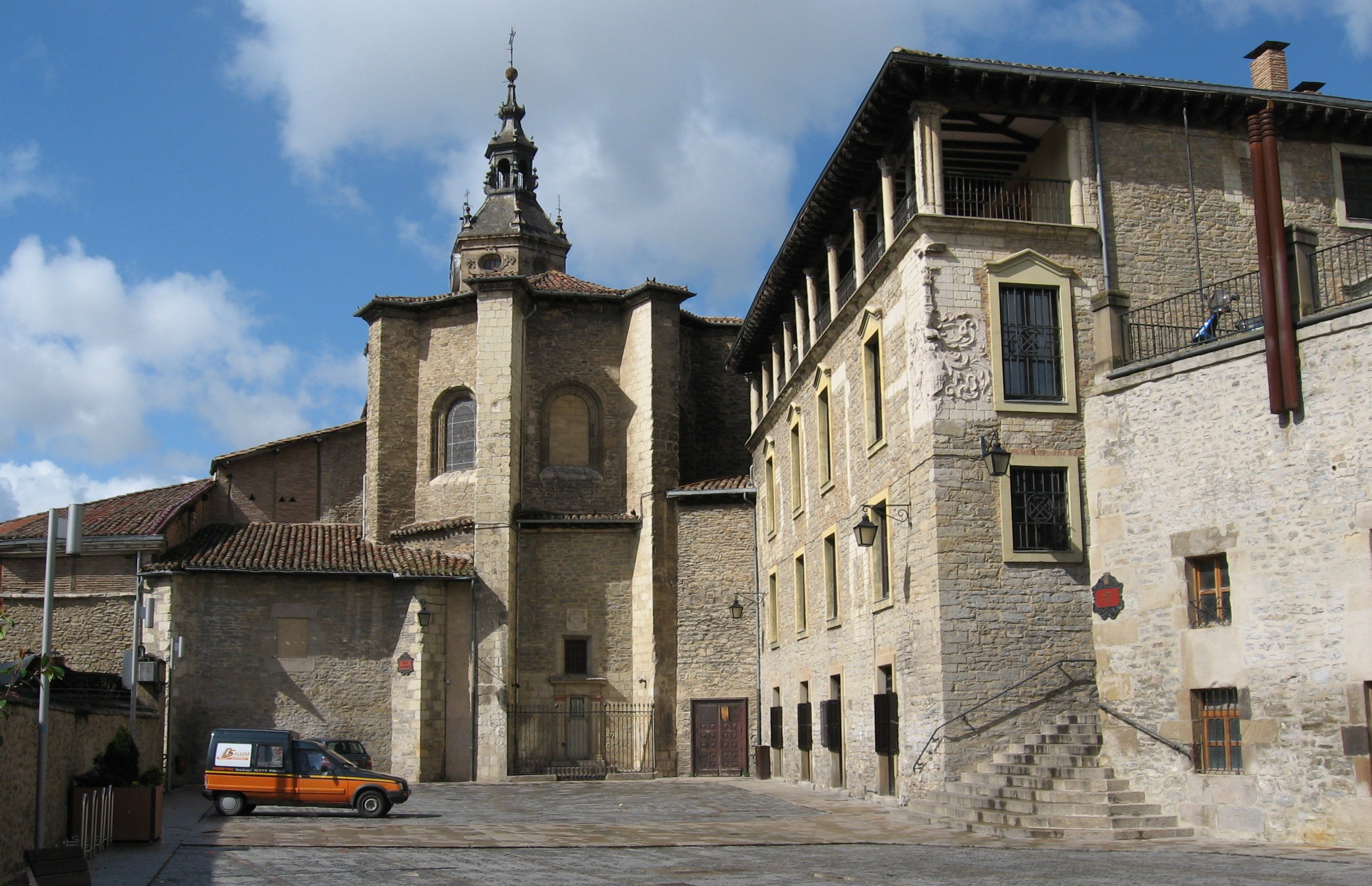
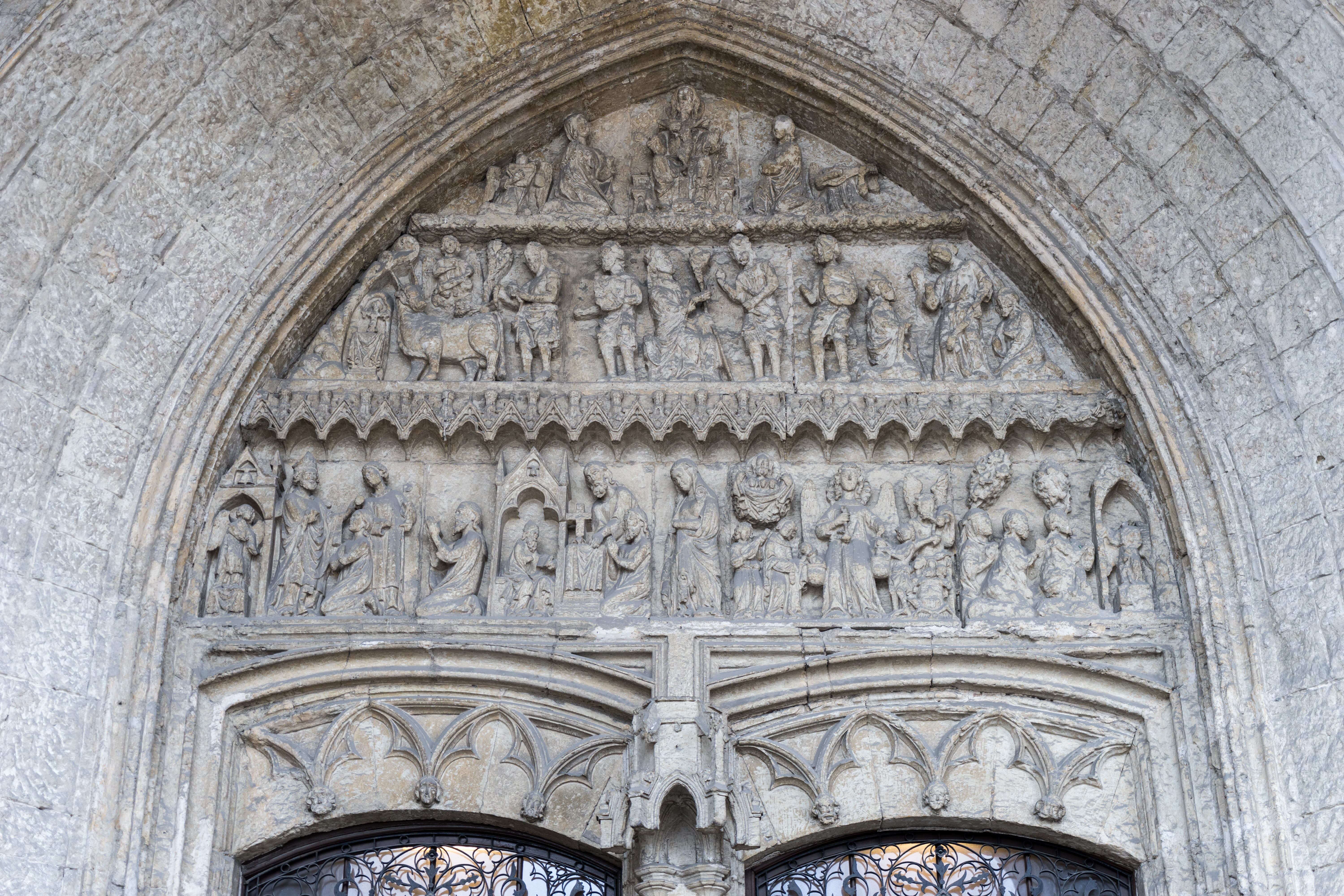
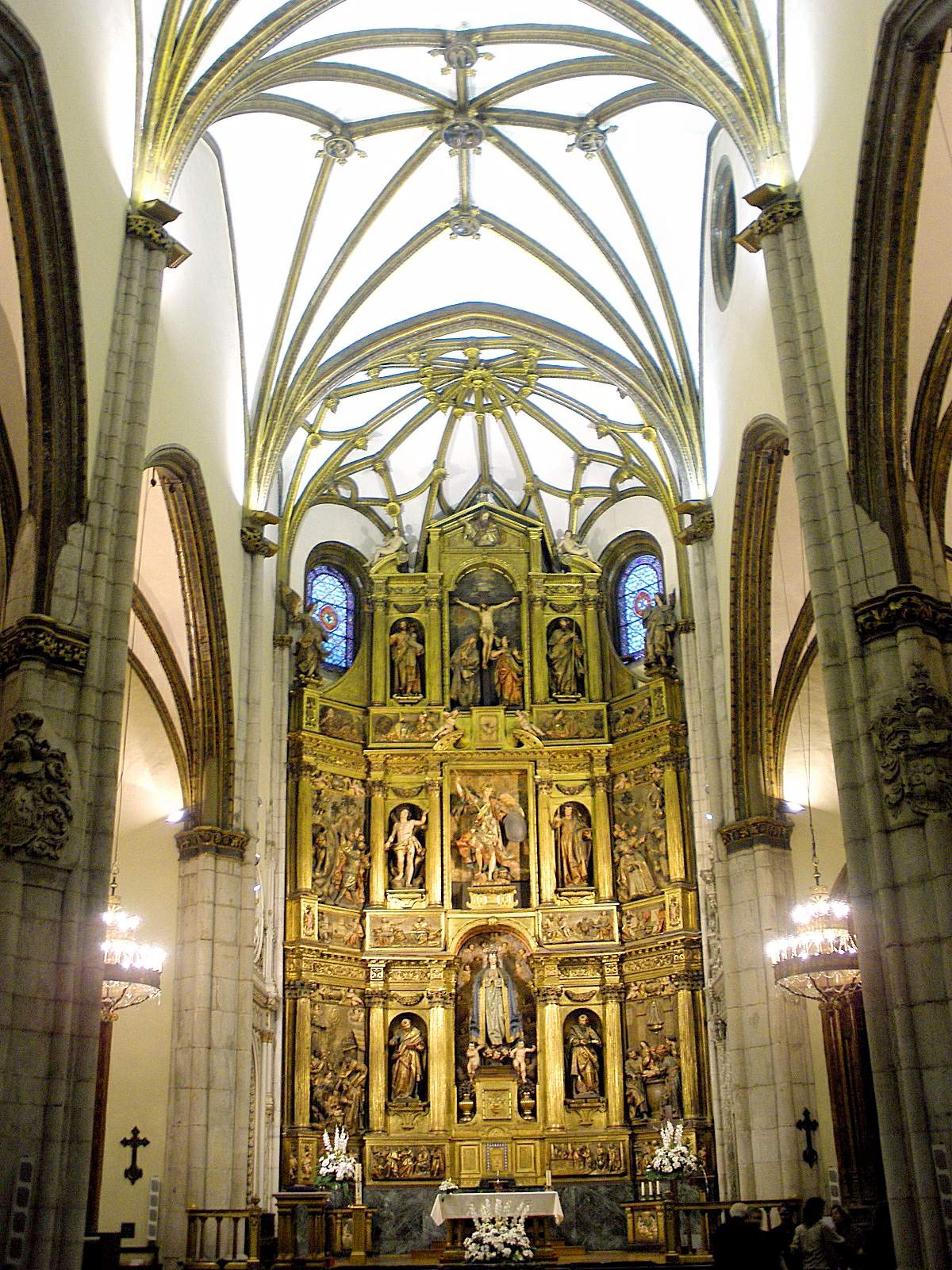
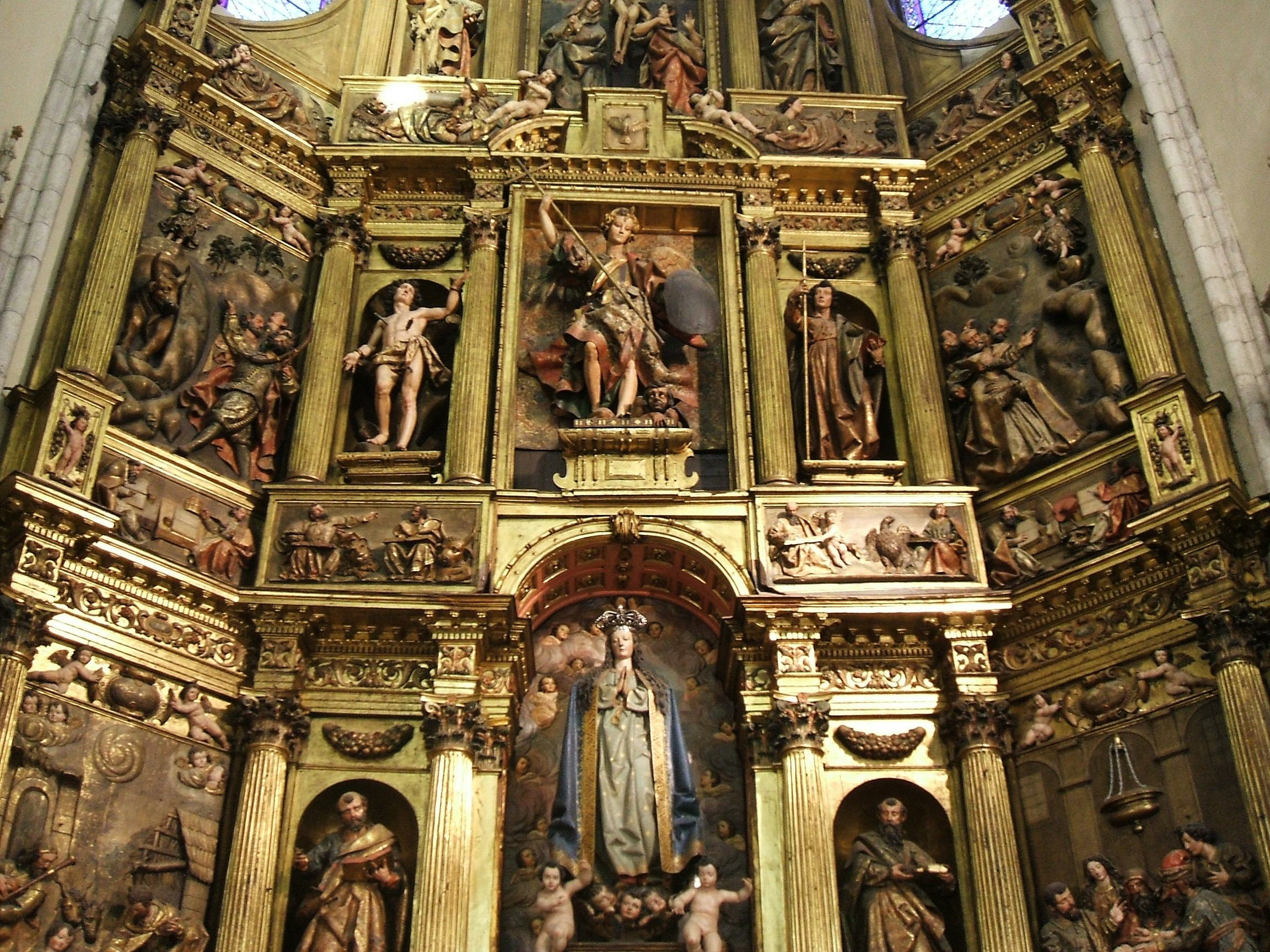
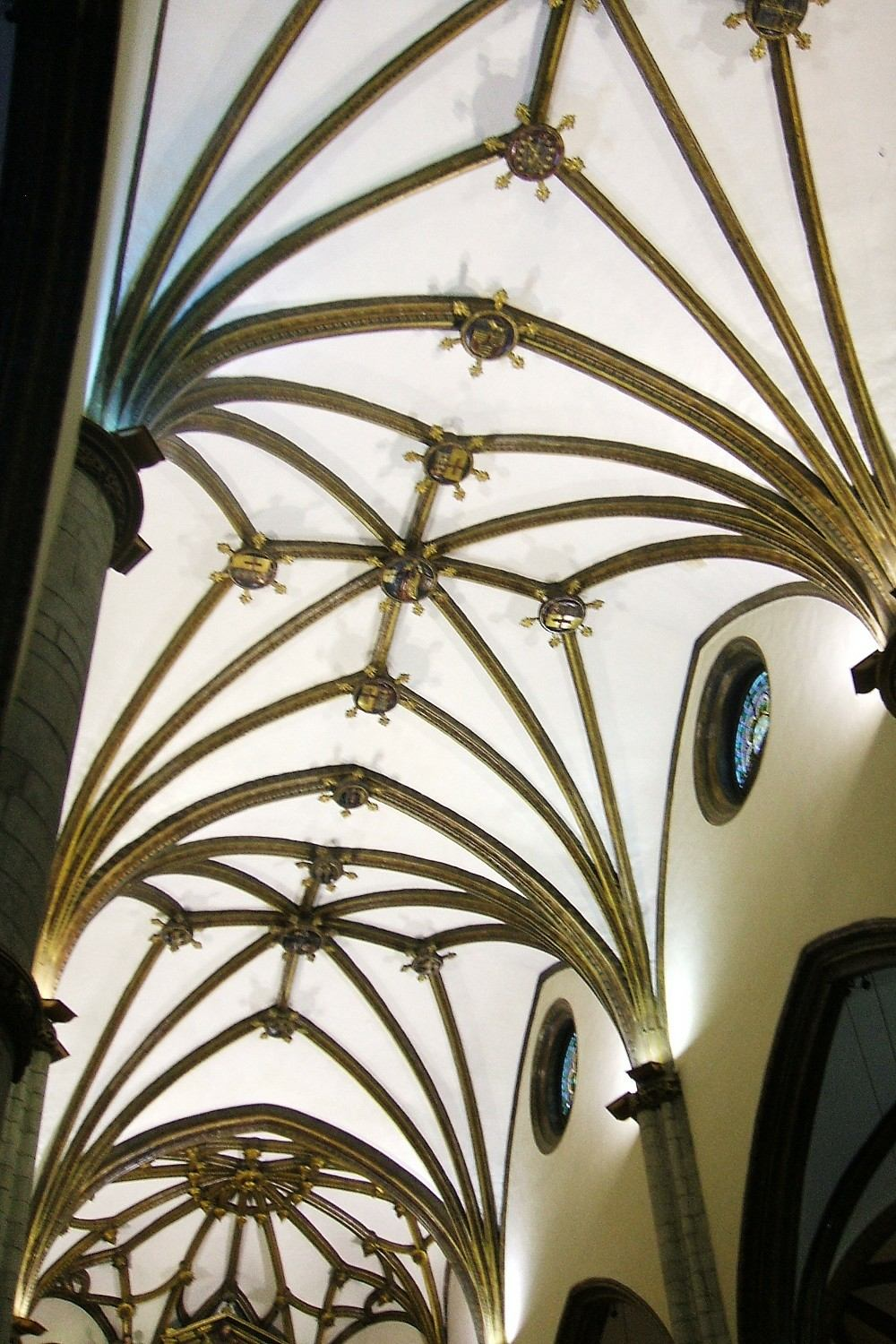